# Lackov
Lackov és un poble i municipi d'Eslovàquia. Es troba a la regió de Banská Bystrica. El 2017 tenia 102 habitants.

## Història
La primera menció escrita de la vila es remunta al 1341.

## Demografia
| Godina             | 1994 | 2004    | 2014    | 2024 |
| ------------------ | ---- | ------- | ------- | ---- |
| Nombre de persones | 142  | 118     | 100     | 83   |
| Diferència         |      | −16,90% | −15,25% | −17% |

| Godina             | 2023 | 2024   |
| ------------------ | ---- | ------ |
| Nombre de persones | 88   | 83     |
| Diferència         |      | −5,68% |